# Carl Schneider (Orgelbauer)
Carl Schneider (* 31. März 1817 in Kronstadt, Siebenbürgen, Königreich Ungarn; † 18. März 1875) war ein deutscher Orgelbauer in Kronstadt.

## Leben
Der Vater Petrus Gottlieb Schneider war Organist an der Schwarzen Kirche in Kronstadt (heute Brașov in Rumänien) und Orgelbauer, die Mutter war Juliana Devai. Carl Schneider lernte wahrscheinlich beim Vater den Orgelbau und arbeitete von 1836 bis 1838 für Carl August Buchholz beim Bau der Orgel der Schwarzen Kirche. Danach folgte er diesem für den Orgelbau in St. Nikolai Stralsund. Dort lernte er seine Frau Friederike Eggerts kennen.
1841 kehrte Carl Schneider nach Kronstadt zurück und arbeitete zunächst mit dem Vater, ab etwa 1845 allein.
Er gilt als der bedeutendste Orgelbauer in Kronstadt in seiner Zeit. Der Orgelbaustil ist sehr an dem seines Lehrmeisters Buchholz orientiert, so verwendete er als fast einziger dessen Keilschleifentechnik. Carl Schneiders Orgeln gelten als solide handwerklich gebaut und von guter klanglicher Qualität.
In den letzten Lebensjahren übernahm József Nagy die Leitung der Firma.

## Orgeln (Auswahl)
Von Carl Schneider sind etwa 20 Orgelneubauten in Siebenbürgen bekannt, eine in der Moldauregion (Jasch). Einige sind erhalten.
| Jahr | Ort             | Gebäude             | Bild | Manuale | Register | Bemerkungen             |
| ---- | --------------- | ------------------- | ---- | ------- | -------- | ----------------------- |
| 1843 | Seleuș          | Evangelische Kirche |      | II/P    | 24       | mit dem Vater, erhalten |
| 1844 | Laslea          | Evangelische Kirche |      | II/P    | 18       | erhalten                |
| 1847 | Bistrița        | Stadtkirche         |      | I/P     | 8        | Chororgel               |
| 1848 | Laslău Mic      | Evangelische Kirche |      | I/P     | 12       | erhalten                |
| 1849 | Reghin          | Evangelische Kirche |      | II/P    | 28       | erhalten                |
| 1851 | Agnita          | Evangelische Kirche |      | II/P    | 25       | erhalten                |
| 1858 | Sighişoara      | Bergkirche          |      | I/P     | 10       | erhalten                |
| 1858 | Zagăr           | Evangelische Kirche |      | I/P     | 14       | erhalten                |
| 1865 | Sfântu Gheorghe | Evangelische Kirche |      | I/P     | 18       | erhalten                |